# 開學啦
開學啦，是亞洲電視的兒童音樂節目，為aTV 亞洲音樂成立後，第二個製作之節目，在2008年8月31日晚上20:30至22:30於亞洲電視本港台播出，大約120分鐘（連廣告），主持為鄭啟泰、何卓瑩、吳亭欣。節目主要邀請不同兒歌歌手回顧不同年代的兒歌，為亞洲電視千禧年後少數的兒童音樂節目，並抗衡無綫電視兒童音樂節目兒歌金曲頒獎典禮。

## 參與人士

### 藝員
- 郭力行
- 梁俊軒

### 嘉賓
- 李璟瑜
- 伍婉姍
- 潘健康
- 譚偉權
- 金翠嫻
- 鍾潔嵐
- 孫鳳明

## 收視
以下為該節目於亞洲電視本港台首播之收視紀錄：
| 日期          | 平均收視 |
| ------------- | -------- |
| 2008年8月31日 | 3點      |

資料來源：CSM媒介研究(一個收視點代表64,820名觀眾)